# Íris Lettieri
Íris Lettieri Costa (Rio de Janeiro, 26 de agosto de 1941) é uma locutora brasileira, que no passado já atuou também como cantora, atriz e modelo. Primeira mulher a atuar como locutora de telejornais no País, "a voz do aeroporto" com seu estilo indiscutível, marca e destaca comerciais de produtos e serviços no rádio, na televisão e nos vídeos de todo o Brasil.

## Biografia
Filha única do alagoano José Avelino da Costa, um ex-locutor da antiga Rádio Cruzeiro do Sul, e da potiguar Josélia Lettieri, uma professora de piano, teoria, harmonia, canto e dicção. Seu avô materno, Guglielmo Lettieri, foi cônsul honorário da Itália em Natal durante a Segunda Guerra Mundial, tendo sido condenado a catorze anos de prisão por espionagem.
Começou sua carreira como locutora de rádio, no final dos anos 50, tendo posteriormente trabalhado também como locutora de telejornais na TV Tupi do Rio, na locução do telejornal Perspectiva e mais tarde no Rede Tupi de Notícias. Fez parte do primeiro time do Jornal da Manchete, em 1983, que em seus primeiros meses era transmitido por 3 horas. Íris apresentava, junto com Jacyra Lucas, as notícias de cultura e entretenimento. Em 1984 passou a entrar no ar, como apresentadora do Manchete Panorama, antes do Manchete Esportiva, quando o Jornal da Manchete se desmembrou em programas temáticos. No ano seguinte, seu programa foi extinguido. Íris ainda participou do Programa de Domingo, da mesma Rede Manchete.
Nos dias de hoje, é mais conhecida como "a voz do aeroporto", pois desde a década de 1970 é a locutora oficial do Aeroporto Internacional do Rio de Janeiro (Galeão ou Antonio Carlos Jobim), do Aeroporto Internacional de São Paulo - Guarulhos e outros. Seu timbre aveludado é inconfundível, passando uma sensação de tranquilidade e até mesmo sensualidade. Íris afirma ter criado essa entonação de voz para a locução feita nos aeroportos propositalmente, visando a acalmar os passageiros que têm medo de voar. Sua voz, por ser tão peculiar, já foi assunto de várias reportagens na imprensa internacional. Em 1992, o conjunto musical americano Faith No More incluiu, sem a permissão de Íris, a gravação de sua voz na faixa "Crack Hitler", do CD Angel Dust. Íris Lettieri tentou processar o grupo, porém sem sucesso.

## Prêmios
- Melhor locutora[carece de fontes?]
- Melhor apresentadora de telejornais[carece de fontes?]
- Personalidade Aeroportuária, concedido pela lnfraero (1995)[5]
- Abrajet - Rio - Selo de Qualidade do Conselho de Turismo (1995)
- Medalha Pedro Ernesto, concedido pela Câmara dos Vereadores - a mais importante comenda ofertada pela Cidade do Rio de Janeiro (1996)